# Nair
Nair o Nayar (in malayalam: നായ൪) è un gruppo etnico originario dello stato indiano del Kerala. Il termine viene fatto derivare dal sanscrito Nayaka (capo) oppure Naga (serpenti, oggetto di culto per i Nair).
Le principali attività associate storicamente ai Nair, la cui posizione nel sistema di caste indiano è oggetto di discussione, sono quelle di guerrieri, storici e viaggiatori. Sono stati accomunati ai samurai giapponesi per le tecniche di guerra e il codice d'onore tradizionale.
L'origine geografica dei Nair è incerta; secondo alcuni antropologi essi non sono indigeni del Kerala in quanto presentano forme di discendenza matrilineare (Marumakkathaayam), tecniche di guerra (Kalarippayattu), divinità (i serpenti Naga e le divinità Bhadhrakali) distinte dagli altri abitanti della regione.
Esistono due elementi che sostengono l'ipotesi di una origine Nair dal Nepal, l'aspetto fisico (carnagione più chiara, tratti somatici più marcati) e lo stile architettonico a pagoda dei loro templi e Tharavaadu.
L'elemento maggiormente distintivo è però il sistema di discendenza matrilineare del Marumakkathaayam, praticato anche dai Newar nepalesi. Nonostante ciò, un'altra teoria antropologica indica un'origine dravidica dei Nair e attribuisce i diversi tratti somatici ai matrimoni misti con i Namboothiri.
La prima testimonianza storica dei Nair è datata al regno di Rama Varma Kulashekhara (1020-1102), nel periodo della seconda dinastia Chera, in occasione di un tentativo di invasione da parte dei Chola. Ai Nair viene attribuita la formazione di gruppi di guerrieri suicidi contro l'invasore. Non è chiaro se la dinastia Chera fosse di etnia Nair o avesse fatto ricorso a questi ultimi come classe di guerrieri.
La supremazia dei Nair si riduce via via con il crollo della seconda dinastia Chera e lascia spazio ai Namboothiri come classe sociale dominante del Kerala.
Il cognome Nair è diffuso anche in altre regioni del mondo, per quanto non sia provato un legame diretto con i Nair di Kerala.